# Lekkoatletyka na Letnich Igrzyskach Olimpijskich 1968 – sztafeta 4 × 100 m kobiet
Sztafetę 4 × 100 metrów kobiet podczas XIX Letnich Igrzysk Olimpijskich w Meksyku rozegrano  19 (eliminacje) i 20 października 1968 (finał) na Estadio Olímpico Universitario. Zwycięzcą została sztafeta Stanów Zjednoczonych, która biegła w składzie: Barbara Ferrell, Margaret Bailes, Mildrette Netter i Wyomia Tyus. Ustanowiła ona w eliminacjach rekord świata wynikiem 43,4 s, wyrównany następnie przez sztafetę Holandii, a w finale poprawiła go na 42,8 s.

## Rekordy
|                   | reprezentacja     | zawodnicy                                                            | czas | data                      | miejsce |
| ----------------- | ----------------- | -------------------------------------------------------------------- | ---- | ------------------------- | ------- |
| Rekord świata     | Polska            | Teresa Ciepły, Irena Kirszenstein, Halina Górecka, Ewa Kłobukowska   | 43,6 | 21 października 1964(dts) | Tokio   |
| Rekord świata     | ZSRR              | Ludmiła Żarkowa, Galina Bucharina, Wira Popkowa, Ludmiła Samotiosowa | 43,6 | 27 września 1968(dts)     | Meksyk  |
| Rekord olimpijski | Polska            | Teresa Ciepły, Irena Kirszenstein, Halina Górecka, Ewa Kłobukowska   | 43,6 | 21 października 1964(dts) | Tokio   |
| Rekord olimpijski | Stany Zjednoczone | Willye White, Wyomia Tyus, Marilyn White, Edith McGuire              | 43,9 | 21 października 1964(dts) | Tokio   |

## Wyniki
| Poz. - pozycja |
| – rekord świata \| – rekord krajowy \| – rekord życiowy \| = – wyrównany rekord życiowy \| · – najlepszy wynik w sezonie \| = – wyrównany najlepszy wynik w sezonie \| – rekord olimpijski |
| Fn – falstart \| DNF – nie ukończyła \| DNS – nie wystartowała \| DSQ – zdyskwalifikowana                                                                                                  |

### Eliminacje
15 sztafet przystąpiło do biegów eliminacyjnych. Rozegrano dwa biegi. Do finału awansowały po cztery najlepsze sztafety w każdym biegu (Q).

#### Bieg 1
| Poz. | Państwo           | Zawodniczki                                                              | Rezultat | Uwagi |
| ---- | ----------------- | ------------------------------------------------------------------------ | -------- | ----- |
| 1    | Stany Zjednoczone | Barbara Ferrell, Margaret Bailes, Mildrette Netter, Wyomia Tyus          | 43,4     | Q,    |
| 2    | Australia         | Jennifer Lamy, Joyce Bennett, Raelene Boyle, Dianne Burge                | 43,7     | Q     |
| 3    | RFN               | Renate Meyer, Jutta Stöck, Rita Jahn, Ingrid Becker                      | 44,1     | Q,    |
| 4    | Francja           | Michèle Alayrangues, Gabrielle Meyer, Nicole Montandon, Sylviane Telliez | 44,3     | Q,    |
| 5    | Kanada            | Debbie Miller, Stephanie Berto, Joan Hendry, Irene Piotrowski            | 44,7     | [ 5 ] |
| 6    | Nigeria           | Olajumoke Bodunrin, Janet Omorogbe, Mairo Jinadu, Oyeronke Akindele      | 45,2     |       |
| 7    | Meksyk            | Alma Rosa Martínez, Mercedes Román, Enriqueta Basilio, Esperanza Girón   | 47,0     |       |
| –    | Jamajka           | Adlin Mair-Clarke, Carmen Smith, Una Morris, Vilma Charlton              | DSQ      |       |

#### Bieg 2
| Poz. | Państwo         | Zawodniczki                                                           | Rezultat | Uwagi |
| ---- | --------------- | --------------------------------------------------------------------- | -------- | ----- |
| 1    | Holandia        | Wilma van den Berg, Mieke Sterk, Truus Hennipman, Corrie Bakker       | 43,4     | Q, =  |
| 2    | ZSRR            | Ludmiła Żarkowa, Galina Bucharina, Wira Popkowa, Ludmiła Samotiosowa  | 43,6     | Q, =  |
| 3    | Wielka Brytania | Anita Neil, Maureen Tranter, Janet Simpson, Lillian Board             | 43,9     | Q,    |
| 4    | Kuba            | Marlene Elejalde, Fulgencia Romay, Violeta Quesada, Miguelina Cobián  | 44,1     | Q     |
| 5    | Węgry           | Etelka Kispál, Margit Markó-Nemesházi, Györgyi Balogh, Annamária Tóth | 44,6     | [ 8 ] |
| 6    | Tajwan          | Chi Cheng, Yeh Chu-mei, Lin Chun-yu, Tien Ah-mei                      | 47,2     |       |
| 7    | Polska          | Danuta Straszyńska, Mirosława Sarna, Urszula Jóźwik, Irena Szewińska  | 53,0     |       |

### Finał
| Poz. | Państwo           | Zawodniczki                                                              | Rezultat | Uwagi  |
| ---- | ----------------- | ------------------------------------------------------------------------ | -------- | ------ |
| 1    | Stany Zjednoczone | Barbara Ferrell, Margaret Bailes, Mildrette Netter, Wyomia Tyus          | 42,8     | [ 1 ]  |
| 2    | Kuba              | Marlene Elejalde, Fulgencia Romay, Violeta Quesada, Miguelina Cobián     | 43,3     | [ 9 ]  |
| 3    | ZSRR              | Ludmiła Żarkowa, Galina Bucharina, Wira Popkowa, Ludmiła Samotiosowa     | 43,4     | =      |
| 4    | Holandia          | Wilma van den Berg, Mieke Sterk, Truus Hennipman, Corrie Bakker          | 43,4     | =      |
| 5    | Australia         | Jennifer Lamy, Joyce Bennett, Raelene Boyle, Dianne Burge                | 43,4     | [ 10 ] |
| 6    | RFN               | Renate Meyer, Jutta Stöck, Rita Jahn, Ingrid Becker                      | 43,6     | [ 3 ]  |
| 7    | Wielka Brytania   | Anita Neil, Maureen Tranter, Janet Simpson, Lillian Board                | 43,7     | [ 3 ]  |
| 8    | Francja           | Michèle Alayrangues, Gabrielle Meyer, Nicole Montandon, Sylviane Telliez | 44,2     | [ 4 ]  |